# Grainville-la-Teinturière
Grainville-la-Teinturière ist eine französische Gemeinde im Département Seine-Maritime in der Region Normandie. Sie hat 1.060 Einwohner (Stand: 1. Januar 2022) und gehört zum Kanton Saint-Valery-en-Caux (bis 2015: Kanton Cany-Barville) und zum Arrondissement Dieppe. Die Einwohner werden Grainvillais genannt.

## Geografie
Grainville-la-Teinturière liegt etwa 40 Kilometer nordöstlich von Le Havre und etwa 15 Kilometer südlich der Alabasterküste. Umgeben wird Grainville-la-Teinturière von den Nachbargemeinden Cany-Barville im Norden, Bosville im Osten, Oherville im Südosten, Le Hanouard im Süden, Beuzeville-la-Guérard im Südwesten, Ourville-en-Caux im Westen und Südwesten sowie Bertheauville im Westen.

## Bevölkerungsentwicklung
| Jahr                      | 1962 | 1968 | 1975 | 1982 | 1990 | 1999 | 2006 | 2013 |
| Einwohner                 | 794  | 801  | 860  | 882  | 964  | 990  | 1111 | 1076 |
| Quelle: Cassini und INSEE |      |      |      |      |      |      |      |      |

## Sehenswürdigkeiten
- Kirche Notre-Dame aus dem 16. Jahrhundert
- Reste der Burganlage aus dem 11. Jahrhundert
- Museum Jean de Béthencourt

## Persönlichkeiten
- Jean de Béthencourt (1360/1362–um 1425), Abenteurer und Entdecker